# Drysdalia coronoides
Drysdalia coronoides, cuyo nombre común es serpiente de labios blancos, es una especie de serpiente venenosa pequeña de la familia Elapidae. La especie es endémica del sudoriental continental de Australia y Tasmania.

## Descripción
Es la más pequeña de las tres especies de serpientes que viven en Tasmania y es la serpiente más tolerante al frío de Australia, incluso habitando áreas en el monte Kosciuszko sobre la línea de nieve. Alcanzando solo unos 40 cm de longitud total (incluida la cola), esta serpiente se alimenta casi exclusivamente de escíncidos. A menudo se conoce como la serpiente látigo en Tasmania (las verdaderas serpientes látigo de Australia son del género Demansia y solo se encuentran en el continente). Esta especie obtiene su nombre común por tener una línea blanca delgada brodeada en su parte superior por una línea negra estrecha que se extiende a lo largo del labio superior. D. Coronoides es vivípara.